# Odra Opole

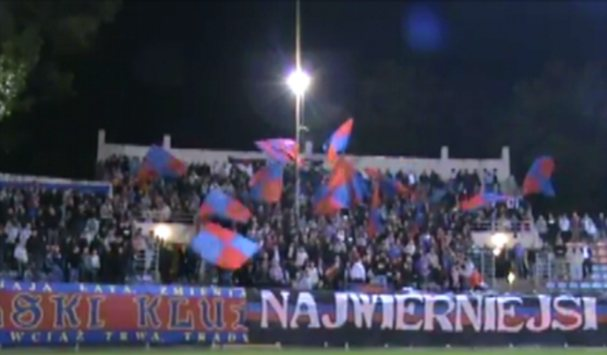
Fans van Odra Opole

Odra Opole is een voetbalclub uit de stad Opole in Polen. De club is opgericht op 16 juni 1945.
De clubkleuren zijn rood-blauw.

## Erelijst
- Puchar Ligi (League Cup) (1x):

1977

## Odra in Europa
Uitslagen vanuit gezichtspunt Odra Opole
| Seizoen | Competitie | Ronde | Land               | Club            | Totaalscore | 1e W    | 2e W    | PUC |
| ------- | ---------- | ----- | ------------------ | --------------- | ----------- | ------- | ------- | --- |
| 1977/78 | UEFA Cup   | 1R    | Vlag van Duitsland | 1. FC Magdeburg | 2-3         | 1-2 (T) | 1-1 (U) | 1.0 |

Totaal aantal punten voor UEFA coëfficiënten: 1.0

## Bekende (oud-)spelers
- Engelbert Jarek
- Zbigniew Gut
- Andrzej Niedzielan